# Bermudrilus peniatus
Bermudrilus peniatus är en ringmaskart som beskrevs av Erséus 1979. Bermudrilus peniatus ingår i släktet Bermudrilus och familjen glattmaskar. Inga underarter finns listade i Catalogue of Life.